# Коктал (Балхашский район)
Коктал (каз. Көктал) — село в Балхашском районе Алматинской области Казахстана. Административный центр Коктальского сельского округа. Код КАТО — 193655100.

## Население
В 1999 году население села составляло 1165 человек (589 мужчин и 576 женщин). По данным переписи 2009 года, в селе проживало 1247 человек (641 мужчина и 606 женщин).